# Планковская энергия
Пла́нковская эне́ргия — физическая константа, численно равная планковской массе, умноженной на квадрат скорости света. В планковской системе единиц планковская энергия является единицей измерения энергии. Обозначается {\displaystyle E_{\text{P}}}.
{\displaystyle E_{\text{P}}=m_{\text{P}}c^{2}={\sqrt {\frac {\hbar c^{5}}{G}}}\approx } 1,956⋅109 Дж {\displaystyle \approx } 1,22⋅1028 эВ {\displaystyle \approx } 543,3 кВт·ч {\displaystyle \approx } 4,6718⋅108 кал.
Для сравнения, она превосходит примерно на восемь порядков максимальную измеренную энергию космических лучей и примерно совпадает с дульной энергией мощнейшего артиллерийского орудия в истории — 800-мм железнодорожной пушки «Дора» (1,84⋅109 Дж ≈ 500 кВт⋅ч).
Для ускорения элементарных частиц до планковской энергии пришлось бы строить ускоритель, кольцо которого имело бы протяжённость порядка 10 световых лет.
В планковскую эпоху, примерно 13,8 млрд лет назад, вещество Вселенной имело планковскую энергию (на одну частицу), планковский радиус (10−35 м), планковскую температуру (1032 К), планковскую плотность (~1097 кг/м³) 

## Связь энергии фотона и гравитационной задержки сигнала
Для электромагнитного сигнала, путешествующего вокруг точечной гравитирующей массы, гравитационная задержка может быть вычислена по следующей формуле:
{\displaystyle \Delta t=-{\frac {2GM}{c^{3}}}\ln(1-\mathbf {R} \cdot \mathbf {x} ).} (1)
Здесь {\displaystyle \mathbf {R} } — это единичный вектор, направленный от наблюдателя к источнику, а {\displaystyle \mathbf {x} } — единичный вектор, направленный от наблюдателя к гравитирующей точке массы M.
Отсюда следует, что для того, чтобы вызвать задержку сигнала, равную фиксированному и априори заданному промежутку времени {\displaystyle \tau }, требуется масса
{\displaystyle M=-{\frac {\tau c^{3}}{2\ln(1-\mathbf {R} \cdot \mathbf {x} )G}}.} (2)
Энергия, эквивалентная данной массе, равна:
{\displaystyle E_{1}(\tau )=-{\frac {\tau c^{5}}{2\ln(1-\mathbf {R} \cdot \mathbf {x} )G}}.} (3)
С другой стороны, энергия кванта электромагнитного излучения с периодом {\displaystyle \tau } равна
{\displaystyle E_{2}(\tau )={\frac {h}{\tau }}={\frac {2\pi \hbar }{\tau }}.} (4)
Произведение этих двух энергий, определяемых формулами (3) и (4), равно:
{\displaystyle E_{1}(\tau )E_{2}(\tau )=-{\frac {\tau c^{5}}{2\ln(1-\mathbf {R} \cdot \mathbf {x} )G}}{\frac {2\pi \hbar }{\tau }}=-{\frac {2\pi \hbar c^{5}}{2\ln(1-\mathbf {R} \cdot \mathbf {x} )G}}=-{\frac {\pi \hbar c^{5}}{\ln(1-\mathbf {R} \cdot \mathbf {x} )G}}=-{\frac {\pi E_{\text{P}}^{2}}{\ln(1-\mathbf {R} \cdot \mathbf {x} )}}.} (5)
Таким образом, произведение энергии, эквивалентной массе, вызывающей задержку, равную {\displaystyle \tau }, и энергии фотона с периодом {\displaystyle \tau } не зависит от {\displaystyle \tau } и равно квадрату планковской энергии с точностью до безразмерного коэффициента: {\displaystyle -{\frac {\pi }{ln(1-\mathbf {R} \cdot \mathbf {x} )}}}.
Соответственно, отношение этих 2 энергий равно
{\displaystyle {\frac {E_{1}(\tau )}{E_{2}(\tau )}}=-{\frac {\tau ^{2}c^{5}}{4G\pi \ln(1-\mathbf {R} \cdot \mathbf {x} )\hbar }}={\frac {\tau ^{2}}{4\pi \ln(1-\mathbf {R} \cdot \mathbf {x} )t_{\text{P}}^{2}}}=-{\frac {1}{4\pi \ln(1-\mathbf {R} \cdot \mathbf {x} )}}\left({\frac {\tau }{t_{\text{P}}}}\right)^{2},} (6)
где {\displaystyle t_{\text{P}}} — планковское время.